# Gheraert Leeu

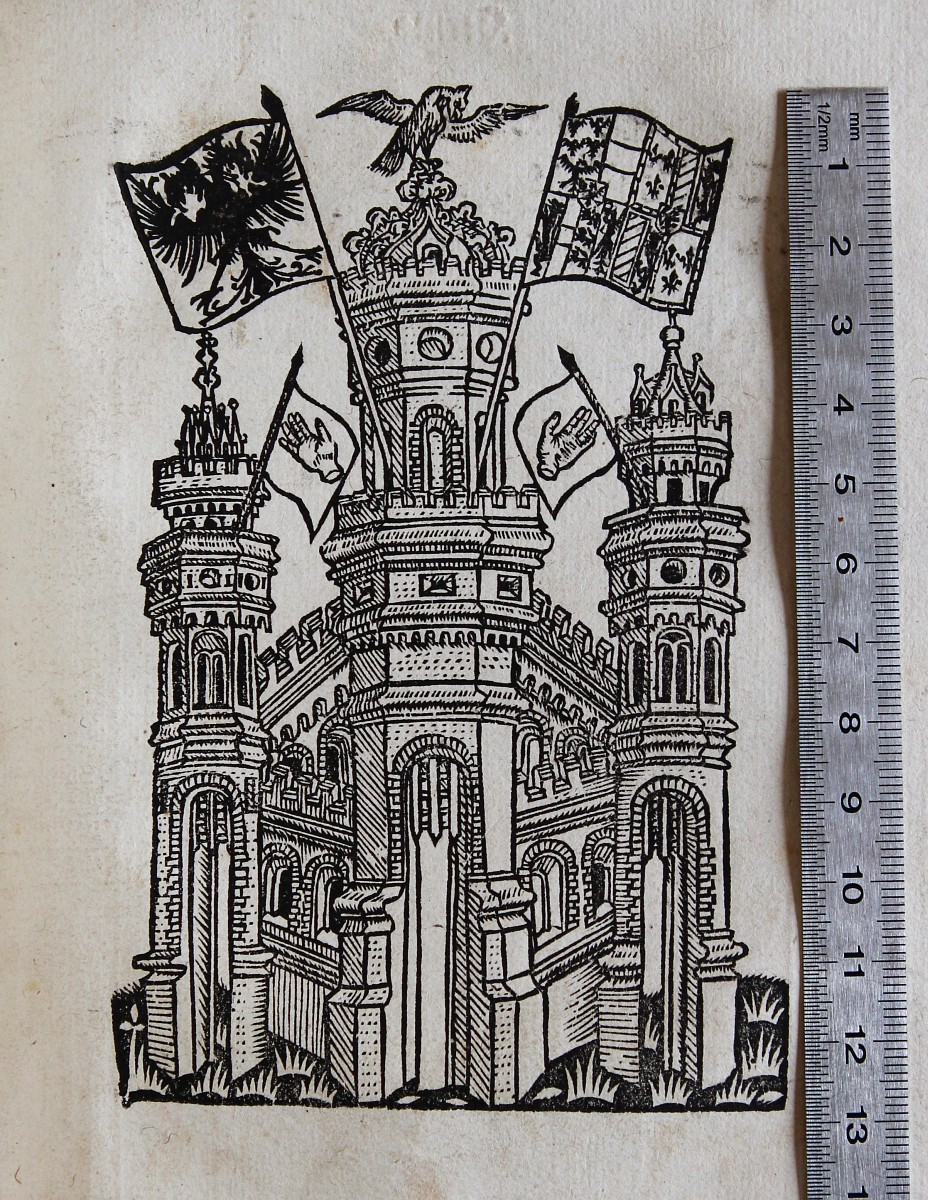
Het drukkersmerk van Gheraert Leeu, zoals het gebruik werd in Speculum sermonu[m] b[ea]te marie virginis super salutatione angelica (1487). Gevonden in WK 236.b, Abdij van Postel.

Gheraert Leeu (of Leew, Lyon, Leonis), (Gouda, omstreeks 1445/1450 – Antwerpen, 1492) was een Nederlandse drukker en uitgever.
Vóór de uitvinding van de boekdrukkunst, waren het in de middeleeuwen (vooral) monniken die letter voor letter de talloze handschriften vervaardigden en met prachtige gekleurde figuren verluchtigden. Met de uitvinding van de boekdrukkunst kwamen de eerst nog primitieve houten blokpersen en daarna drukpersen met losse letters, (circa 1445), waarmee boeken gedrukt konden worden. Gheraert Leeu had in zijn geboortestad zo'n drukkerij op de Markt (of in de Koestraat).
Op de avond voor Pinksteren in 1477, gaf hij zijn eerste boek uit getiteld: "Alle die epistelen ende ewangelien van den gheheelen iaere".
Dit was naar alle waarschijnlijkheid tevens het eerste in Gouda op 'moderne wijze' gedrukte boek. Het drukken van devotieplaatjes en dergelijke gebeurde daar, evenals elders, al eerder. Het was ook niet het eerste in de Noordelijke Nederlanden gedrukte boek; in andere steden, zoals Haarlem, Utrecht en Deventer waren voor 1477 al drukwerken verschenen.
Gheraert Leeu drukte in zijn Goudse periode (1477-1484) ca. 69 werken.
Dat kan als een enorme prestatie gezien worden, als men het primitieve materiaal waarmee gewerkt werd in ogenschouw neemt. Daarbij zijn prachtige exemplaren, zodat Leeu tot de allerbelangrijkste vroege Nederlandse incunabeldrukkers gerekend kan worden. De Goudse Stadslibrije bezit twaalf exemplaren van zijn drukwerk uit die periode. Vooral de houtsneden, die hij gebruikte om zijn werk te illustreren, zijn belangrijk. Verschillende daarvan heeft hij, naar men aanneemt, uitgeleend aan andere drukkers, zoals aan Snellaert in Delft. Ook de houtsneden  'Van den Seven Sacramenten',  uit 1484 zijn Gouds werk.
Vaak plaatste hij aan het eind van de teksten een colofon, waarin hij zich bijvoorbeeld als volgt bekendmaakte:

"Dit boexkijn is volmaect ter goude in hollant by my geraert leeu Anno lxxviij, den eerste dach van april".
Bekend zijn de verschillende 'Dialogus creaturarum'-uitgaven, met bijzondere houtsneden. De eerste Latijnse uitgave daarvan kwam uit op 3 juni 1480 en de Nederlandse vertaling op 4 april 1481. Vijf van de Latijnse uitgaven van het Dialogus creaturarum in de Nederlanden kwamen van zijn persen. Drie ervan drukte hij in Gouda, de andere twee in Antwerpen. Hij bezat ook veel initiatief en moed; zo bracht hij veel eerste drukken uit. In 1479 een eerste druk van de historie van Reynaert die vos in proza op 17 augustus. Pas in 1485 verscheen er in Delft een tweede druk. Van zijn pers kwam ook de eerste Franse vertaling van de Dialogus in 1482, een jaar eerder dan de Franse editie in Lyon.
Enkele van zijn andere uitgaven zijn:
- Die hystorie vanden grooten Coninck Alexander (1477)[3]
- Die tafel des kersteliken levens (1478).
- Dat liden ende passie ons heeren Jhesu Christi (1477, 1479, 1482).
- Dat spieghel des kersten gheloefs (1478).
- Jacobus de Voragine's Passionael winter- ende somerstuc (1478, 1480)
- Van den seven sacramenten (1484)
- Die vier uiterste (1482)
- Devote ghetiden van den leven ende passie Jhesu Christi (1484).
- Gemmula vocabulorum (1484, in Antwerpen)
- Die wonderlike vreemde ende schone historie van Melusijnen ende van haren geslachten (1491)

Leeu gaf niet alleen theologische en didactische boeken uit. Hij legde eigenlijk alles op zijn persen, van getijden- en gebedenboeken, de levens van heiligen, de statuten van het bisdom Utrecht, het rechtsboek van Eike von Repgow, de Saksenspiegel, en ook wel politieke pamfletten. Daarnaast ook nog almanakken, een traktaat tegen de pest, prognostracties en reisbeschrijvingen, onder andere van Marco Polo. Hij is ook de drukker van "die cronike of die hystorie van hollant van zeelant ende van den sticht utrecht", (1478). Later werd dit werk bekend als het "Goudsche Cronyckje".
In 1484 vertrekt Gheraert Leeu naar Antwerpen, waar hij tijdens een ruzie met een van zijn letterstekers in 1492 dodelijk werd gewond en overleed.
In de colofon van zijn laatste werk, de "Cronycles of the londe of Englond" waar hij mee bezig was, maar dat hij zelf niet heeft kunnen afmaken, staat vermeld:

By maistir gerald de Leew, a man of grete wysedom
in all maner of kunnyng:
whych nowe is come from lyfe vnto the deth,
which is grete harme for many a poure man
On whos sowle god almyghty for hys grace haue mercy Amen.
Antwerpen had meer binding met de grote culturele centra in Europa; daar kon het kleine Gouda niet tegenop.
In de Goudse tijd overheersten de Nederlandstalige uitgaven, in Antwerpen kreeg het Latijn de overhand.
Desiderius Erasmus schreef in 1489 over Leeu in een brief aan de humanist Jacobus Canter, en noemde hem:  'impressoriae artis opifex, vir sane lepidus' , 'een kundig beoefenaar van de boekdrukkunst en een zeer beminnelijk mens'.

## Eerbewijzen
- In 1931 is te Gouda de Gerard Leeustraat naar hem genoemd.
- In de Willem Vroesentuin te Gouda is een standbeeld van Leeu geplaatst, gemaakt door Roel Bendijk.